# Geografie Švýcarska

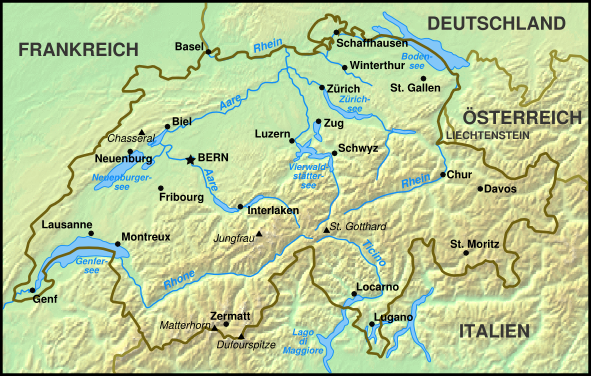
Mapa Švýcarska

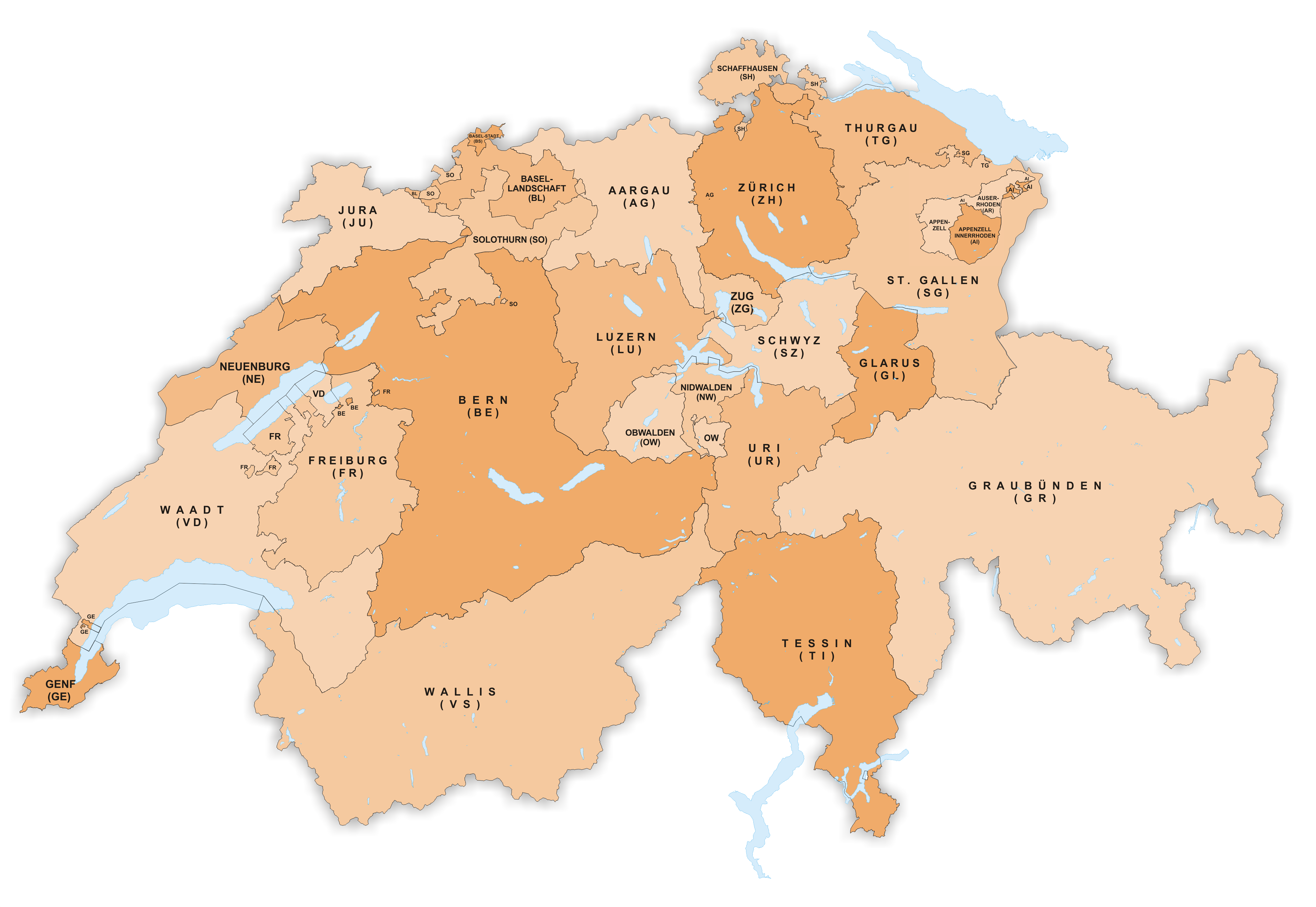
Mapa kantonů

Švýcarsko je hornatý vnitrozemský stát, který se nachází na pomezí střední a Západní Evropy.
Geografie Švýcarska popisuje fyzikální charakteristiky území Švýcarska a také jeho obyvatelstvo, hospodářství, sídelní struktury a vybrané další ukazatele. Švýcarsko obklopuje 5 států: Rakousko a Lichtenštejnsko z východu, Francie na západě, Itálie na jihu a Německo na severu. Rozloha země je 41 285 km² (jeho rozloha činí asi 52 % rozlohy Česka). Území Švýcarska je dlouhé až 350 km a široké až 220 km. Nejsevernějším bodem je Schwarze Stein u Bargenu v kantonu Schaffhausen, nejjižnějším bodem je Chiasso v kantonu Ticino, nejzápadnějším bodem je Chancy v kantonu Ženeva a nejvýchodnějším bodem je vrchol Piz Chavalatsch v kantonu Graubünden.
Švýcarsko je tvořeno 26 suverénními jednotkami (spolkovými státy), zvanými kantony. Kantony na náhorních plošinách jsou nejvíce zalidněné a jde převážně o průmyslové oblasti. Kantony v Alpách tak zalidněné nejsou, převažuje v nich katolické náboženství a jejich ekonomika je založena na turistickém ruchu.
Švýcarsko je známé nejvyšším evropským pohořím, Alpami, které se nachází na jihu a jihovýchodě. Sever země tvoří Švýcarská plošina. Většina obyvatelstva Švýcarska žije na kopcovitých územích a náhorních plošinách. Menší pohoří Jura se nachází na severozápadě země. Severní hranici s Německem tvoří řeka Rýn, která Švýcarsko opouští přes město Schaffhausen. Východní hranici s Německem a Rakouskem tvoří Bodamské jezero (Bodensee). Jihozápadní hranici s Francií tvoří Ženevské jezero.
Švýcarsko je také rozděleno podle jazyka. Tento stát má čtyři úřední jazyky: němčina (63,7 % obyvatel), francouzština (20,4 % obyvatel), italština (6,5 % obyvatel) a rétorománština (0,5 % obyvatel) Od hlavního města Bernu směrem na východ k Německu a Rakousku se mluví německy. Francouzsky se mluví na západ a jihozápad od Bernu. Na jihu země převládá italština a v několika oblastech kantonu Graubünden se mluví většinově rétorománsky.

## Základní popis
Reliéf Švýcarska je rozmanitý a vznikl v důsledku tektonických procesů, zejména srážky eurasijské desky s africkou. Tento proces, známý také jako alpská orogeneze, vytvořil tři hlavní geografické oblasti země. Jsou to Alpy, Švýcarská plošina a Jura. Nejvyšším bodem země je vrchol Dufourspitze ve výšce 4634 m n. m., nejníže položeným bodem je hladina jezera Lago Maggiore ve výšce 193 m n. m. Švýcarsko je po Andoře druhou nejvýše položenou zemí v Evropě a v průměru je na 17. místě na světě.
Díky topografii Alp a sbíhajícím se vlivům atlantického přímořského klimatu, kontinentálního klimatu a středomořského podnebí je Švýcarsko známé jako „vodní hrad Evropy“. V Gotthardském masivu pramení řeky Rýn, Rhôna a důležité přítoky Pádu a Dunaje. Nedaleko se nachází také Aletschský ledovec, největší a nejdelší ledovec v Alpách.
Na začátku roku 2025 mělo Švýcarsko přes 9 milionů obyvatel, což odpovídá hustotě zalidnění přes 200 obyvatel na kilometr čtvereční. Ta je však nerovnoměrně rozložena; zatímco Alpy a Jura jsou osídleny řídce, většina obyvatelstva je soustředěna na Švýcarské plošině, kde se nacházejí největší města země. Města Curych, Ženeva, Basilej, Lausanne, Bern a Winterthur mají více než 100 000 obyvatel.

## Fyzická geografie

### Geologie
Současnou krajinu Švýcarska a složení jejích půd vytvořily různé geologické jevy. Geologická stavba země je v podstatě výsledkem srážky africké a eurasijské desky v průběhu posledních milionů let (alpská orogeneze).
V prvohorách, přibližně před 540 až 360 miliony let, se vytvořilo krystalické podloží. Asi před 205 až 96 miliony let ji zaplavilo moře mezi Afrikou a Eurasií, Paratethys. Největšího rozsahu dosáhlo moře na konci jury před 135 miliony let. Během tohoto období se jura na severním okraji moře zvrásnila. V období křídy se moře začalo zmenšovat, když se srazily kontinentální desky. V důsledku srážky desek vznikly Alpy. Molasové usazeniny na severním okraji Alp nakonec vytvořily základ pro vznik Švýcarské plošiny.

### Regiony

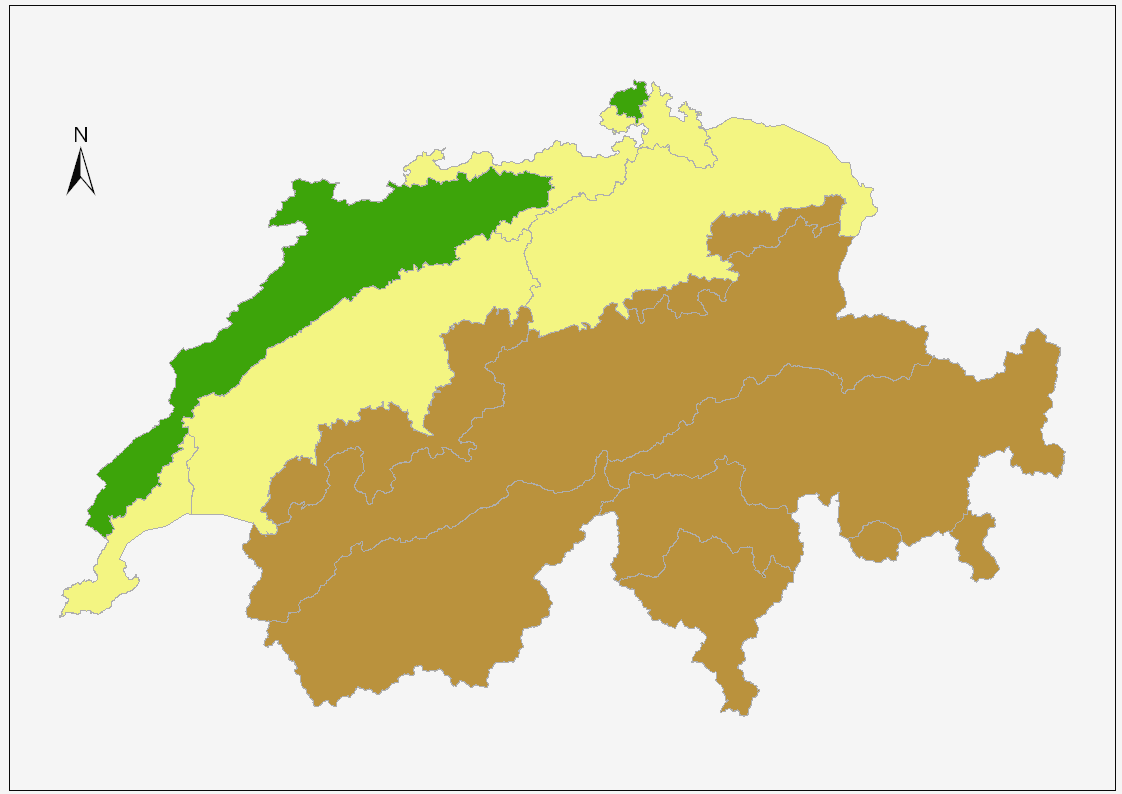
Mapa švýcarských geologických regionů
Jura
Švýcarská plošina
Alpy

Švýcarsko se skládá především ze tří hlavních geologických oblastí: Alp, Jury a Švýcarské plošiny. Pouze dva velmi malé regiony nejsou zahrnuty: na severu, za Jurou, leží oblast Basileje v riftovém údolí Hornorýnské nížiny, a na jihu Mendrisiotto, které tvoří část Pádské nížiny.
Alpy pokrývají přibližně 60 % rozlohy země, Švýcarská plošina tvoří 30 % a Jura 10 %. Nerovný a členitý terén Jury a Alp znamená, že tyto oblasti jsou řídce osídlené, s výjimkou několika údolí, jako je údolí Rhôny v kantonu Valais. Většina obyvatel žije na Švýcarské plošině.
Pouze dva kantony mají zasahují do všech tří hlavních regionů: Bern a Vaud.

#### Alpy

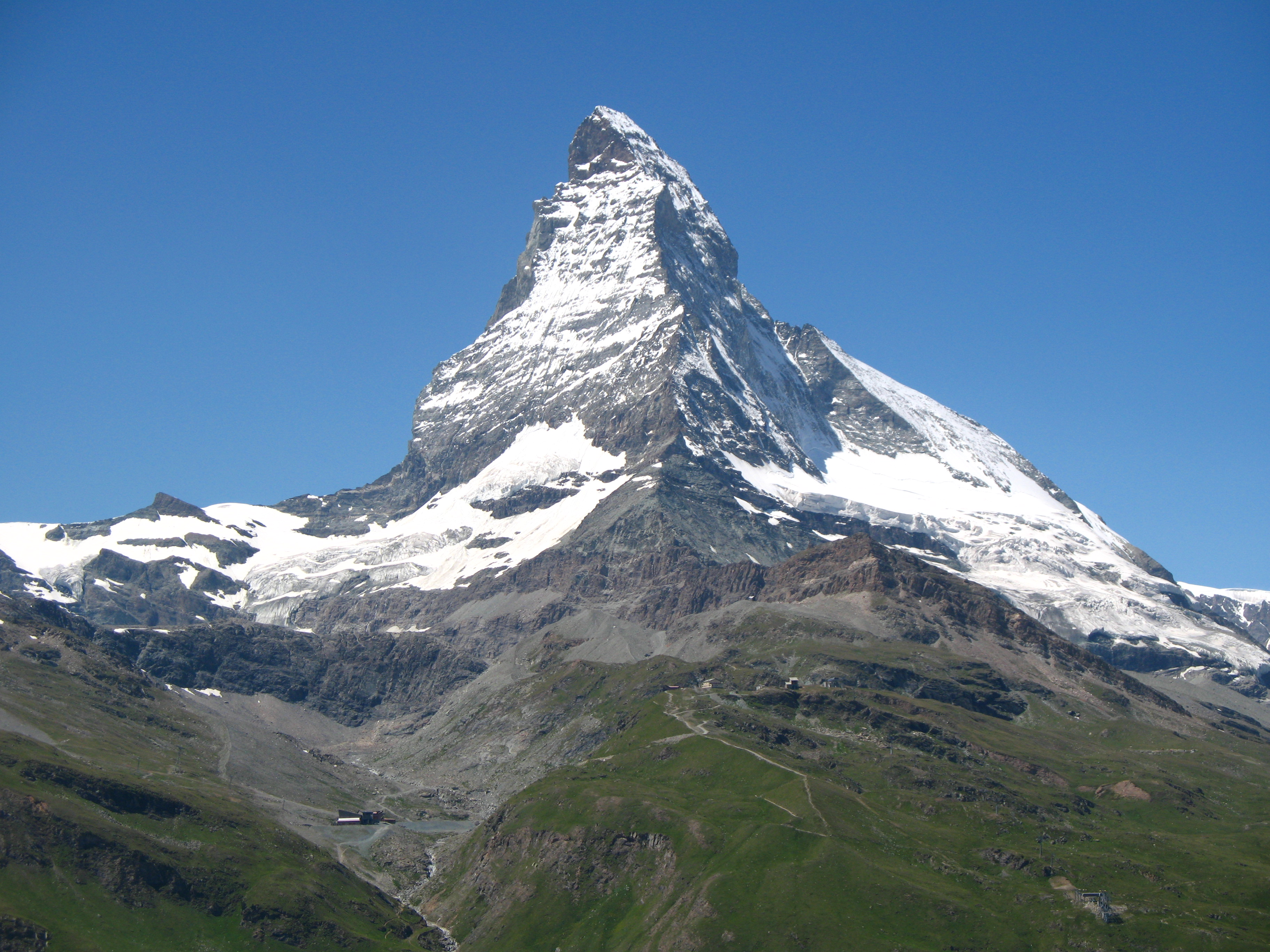
Matterhorn je jednou z nejznámějších hor v celých Alpách a jedním ze symbolů Švýcarska

Alpy jsou nejvyšším pohořím ve střední Evropě. Táhnou se v oblouku dlouhém 1200 kilometrů mezi Nice ve Francii a Vídní v Rakousku. Švýcarská část Alp pokrývá celý jih země, což odpovídá přibližně 60 % její rozlohy. Ve Švýcarsku je běžné rozdělení Alp na tři části podél alpského oblouku, takže země leží celá v Centrálních Alpách. Dělení na Východní a Západní Alpy není příliš důležité, i když dělící linie vede přes průsmyk Splügenpass. Na území Švýcarska se nachází 48 čtyřtisícových vrcholů. Nejvyšším bodem je Dufourspitze (4634 m n. m.), zatímco nejvyšší horou zcela na území Švýcarska je Dom (4546 m n. m.). Nejznámějšími horami jsou Matterhorn (4478 m n. m.) a Eiger (3967 m n. m.), Mönch (4110 m n. m.) a Jungfrau (4158 m n. m.), které tvoří nápadnou skupinu tří hor. Piz Bernina (4048 m n. m.) je nejvýchodnější čtyřtisícový vrchol v Alpách.
Na severu se Alpy postupně zvedají z Švýcarské plošiny přes Předalpí k hlavnímu alpskému hřebeni, zatímco na jižní straně prudce klesají k úpatí Pádské nížiny. Podél hlavního alpského hřebene se západním a východním směrem táhnou údolí Rhôny a Rýna, která oddělují oba hlavní masivy. Hřebeny těchto pohoří se setkávají v Gotthardském masivu. Odtud se na severu rozbíhají údolí řeky Reuss, na jihu Ticino a na severozápadě Aara. Gotthardským masivem zároveň prochází hlavní evropské rozvodí; nachází se zde také rozvodí mezi Severním a Středozemním mořem.
Podle klasifikace SOIUSA jsou švýcarské Alpy rozděleny do následujících kategorií:
- Předalpí s Vaudskými Alpami, Fribourskými Alpami, Bernskými Alpami, Středošvýcarskými Alpami a Appenzellskými Alpami
- Bernské Alpy v širším slova smyslu s Vaudskými Alpami, vlastními Bernskými Alpami a Urnskými Alpami
- Walliské Alpy
- Glarnské Alpy v širším slova smyslu s vlastními Glarnskými Alpami a Západournskými Alpami
- Západní Rhétské Alpy s Oberhalbsteinskými Alpami, Albulskými Alpami, skupinou Bernina, Livignskými Alpami, Müstairskými Alpami, Plessurskými Alpami a Rätikonem
- Lepontské Alpy s Adulskými Alpami, Monte Leonsko-Gotthardskými Alpami a Ticinskými Alpami
- Luganské Alpy

Ve Švýcarsku se nachází pouze malá část Savojských Alp v oblasti Chablais a Grajské Alpy na okraji Montblanského masivu.

#### Jura

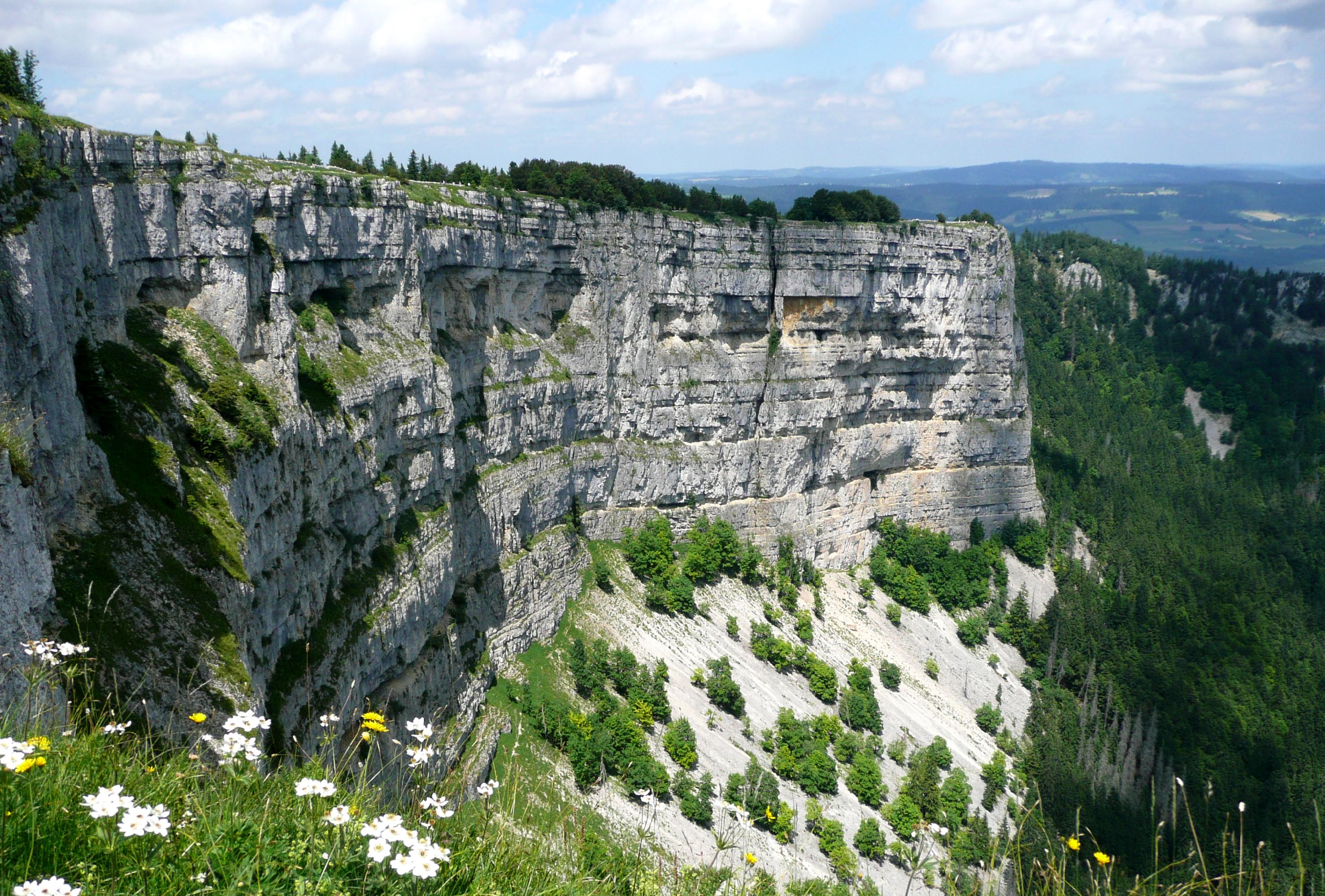
Skalní aréna Creux du Van je typickým zástupcem krajiny Jury

Jura, geologicky mladé vápencové pohoří, tvoří 300 km dlouhý oblouk podél francouzských a německých hranic od kantonu Ženeva na jihozápadě po kanton Schaffhausen na severovýchodě. Mezi Yverdonem a Besançonem dosahuje šířky 70 km. Nejvyšší horou Jury na švýcarském území je Mont Tendre (1679 m n. m.). Průměrná výška hor se směrem k severovýchodu postupně snižuje. Největších výšek dosahuje Jura obvykle v masivu přímo hraničícím se Švýcarskou plošinou.
Vzhledem k typu a erozi zvrásnění se rozlišují dvě hlavní tektonické jednotky, které jsou rozpoznatelné i v krajině. Hlavní část pohoří zaujímá Faltenjura. Ten se dále dělí na celky Kettenjura a Plateaujura. Kettenjuru tvoří protáhlá, silně zvrásněná pohoří. Údolí většinou kopírují jednotlivé masivy, vyskytuje se však i několik malých příčných údolí, zvaných Kluse. Na severozápadě k masivům přiléhají na vodu chudé náhorní plošiny Franches-Montagnes, které patří k celku Plateaujura. Na úplném severovýchodě (podél Vysokého Rýna) a severozápadě (Ajoie) se rozkládá rozložený Tabulový Jura, který je tektonicky součástí jihozápadní německé a francouzské stratigrafie.
Jura má mnohem méně hustou a méně rozvětvenou síť vodních toků než jiná nízká pohoří. To lze vysvětlit tím, že dešťová voda neodtéká všude nad zemí, ale vsakuje se přímo do pórovitého vápencového podloží, které připomíná kras.

#### Švýcarská plošina

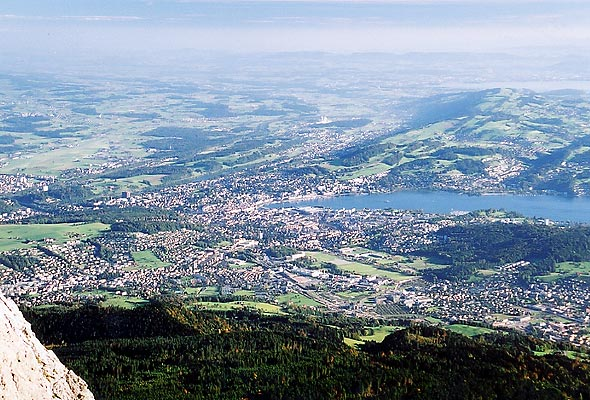
Pohled z vrcholu Pilatus na oblast Lucernu na Švýcarské plošině

Švýcarská plošina zahrnuje částečně rovinatou, ale převážně kopcovitou oblast mezi Jurou a Alpami. V průměru leží v nadmořské výšce 400 až 600 m. Geologicky je Švýcarská plošina pánevní oblastí, která zasahuje i za hranice země. Začíná jižně od Ženevy u Chambéry, kde se setkávají Jura a Alpy, táhne se více než 300 kilometrů severovýchodním směrem k Bodamskému jezeru a pokračuje do německého a rakouského alpského podhůří. Švýcarská plošina není v žádném případě rovinatá krajina, ale má někdy velmi pestrou přírodní strukturu s jezery a horskými pásmy, v závislosti na regionu. Nejvyšším bodem Švýcarské plošiny je Napf (1408 m n. m.) v oblasti zvané Napfbergland.
Švýcarská plošina je v podstatě tvořena molasou, sedimentární horninou, která vznikla erozí mladých Alp. Tehdejší alpské řeky, které se zpravidla neshodují s dnešní říční sítí, postupně vytvořily na úpatí hor významné náplavové vějíře. Svou dnešní podobu krajiny získala Švýcarská plošina během působení ledovců v době ledové, které ji formovaly jednak hlubokou erozí, jednak usazeninami před ledovci. Zatímco po starších dobách ledových zde nejsou téměř žádné stopy, průběh ledovců během würmského zalednění lze dnes rozpoznat podle tvaru údolí, morén a četných erozních bloků. Mezi nejznámější eratické bloky patří Pierres de Niton (373,6 m n. m.) v Ženevě, přičemž větší z nich slouží jako švýcarský výškový referenční bod (výchozí bod pro měření nadmořské výšky).

### Hydrografie

Povodí ve Švýcarsku
Rýn
→ Aara
Rhôna
Pád
Dunaj
Adiže

Hydrografie Švýcarska se vyznačuje pěti hlavními povodími, četnými jezery a ledovci, které patří k největším v Evropě. Země má nadprůměrný roční úhrn srážek 1457 mm. To je způsobeno převládajícími západními větry a blízkostí Atlantiku, Severního moře a Středozemního moře, které přinášejí velké množství vlhkého vzduchu. Tento vzduch se hromadí v Alpách jako povětrnostní bariéra a odvádí se právě do oblasti Švýcarska. Nejvíce srážek spadne v centrálních Vysokých Alpách a v Ticinu, a to kolem 2000 mm ročně, v alpském předhůří a v Jurovi je to kolem 1400 mm a na Švýcarské plošině 1000 mm. Nejsuššími oblastmi s 500 až 700 mm za rok jsou údolí Rhôny v kantonu Valais a Engadin v kantonu Graubünden, protože tato údolí jsou chráněna před srážkově bohatými povětrnostními podmínkami.

#### Vodstvo a povodí
Švýcarsko leží v povodí pěti evropských řek: Rýn a Rhôna, které pramení v Gotthardském masivu, a dále Dunaj, Pád a Adiže. Ačkoli poslední tři jmenované řeky Švýcarskem neprotékají, jsou napájeny přítoky, které zde pramení.
| Povodí | Podíl na rozloze | Hlavní přítoky ve Švýcarsku                         | Významná jezera | Vlévá se do      |
| ------ | ---------------- | --------------------------------------------------- | --- | ---------------- |
| Rýn    | 68 %             | Aara, Reuss, Limmat, Broye, Emme, Linth, Sána, Thur | Bodamské jezero, Curyšské jezero, Neuchâtelské jezero, Lucernské jezero, Bielské jezero, Thunské jezero, Walensee, Zugské jezero | Severní moře     |
| Rhôna  | 18 %             | Doubs                                               | Ženevské jezero | Středozemní moře |
| Pád    | 9,3 %            | Ticino                                              | Lago Maggiore, Luganské jezero                                                                                                   | Jaderské moře    |
| Dunaj  | 4,4 %            | Inn                                                 | Silsersee, Silvaplanersee | Černé moře       |
| Adiže  | 0,3 %            | Rambach (Rom)                                       | | Jaderské moře    |

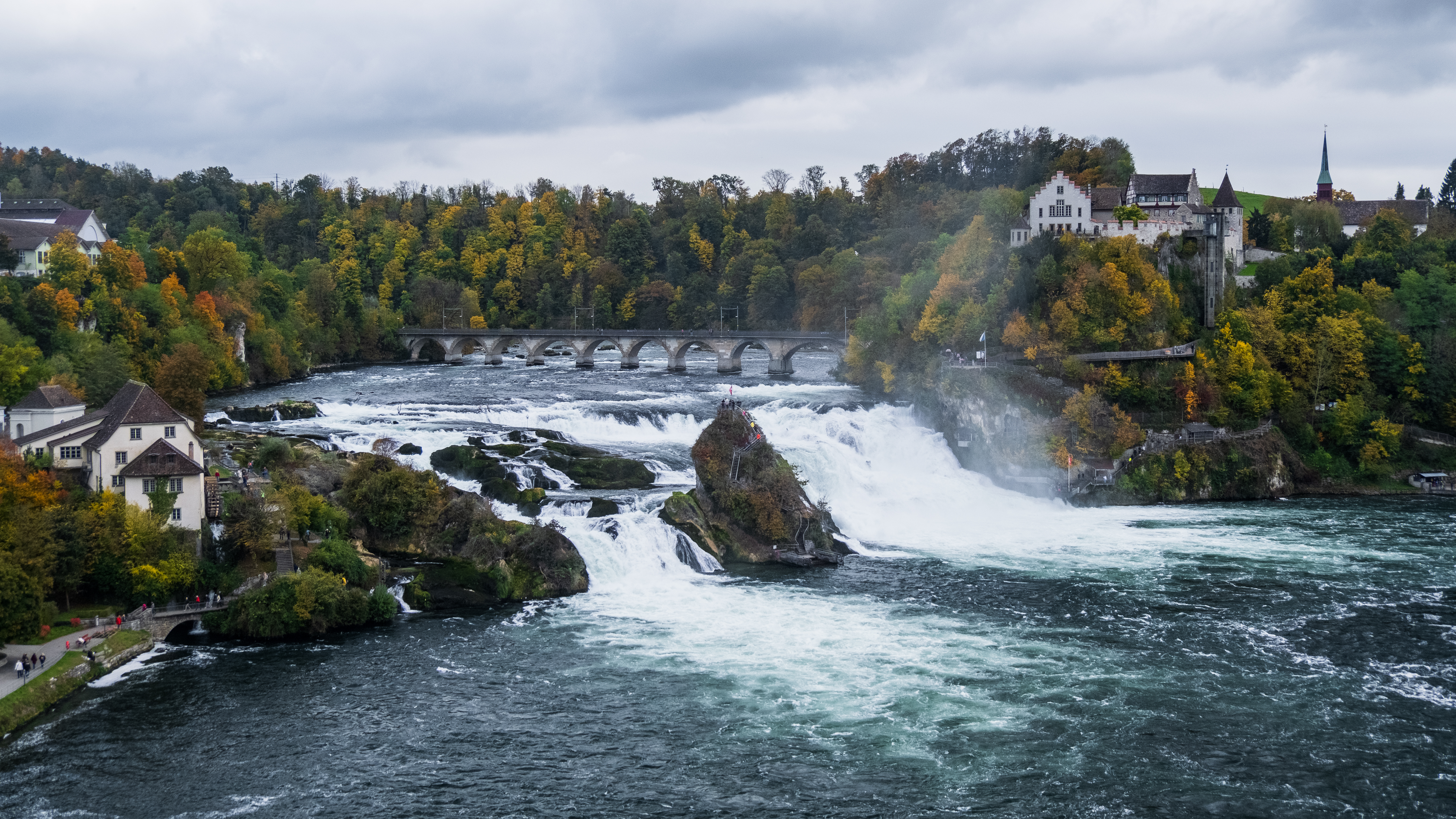
Rýnské vodopády

Největší část území, konkrétně více než dvě třetiny, leží v povodí Rýna. Patří sem i povodí největšího přítoku Aary, který odvodňuje velkou část Švýcarské plošiny. Soutok řek Aara, Reuss a Limmat východně od Bruggu je znám jako tzv. Wasserschloss („Vodní hrad“). V tomto místě se sbíhají vody ze 40 % celkové rozlohy Švýcarska. Na soutoku Aary a Rýna je pozoruhodná skutečnost, že Aara je s 590 m³/s vodnatější z obou řek (Rýn: 439 m³/s). Z čistě hydrologického hlediska by tedy Rýn byl přítokem Aary, nikoli naopak.
Povodí Rhôny ve Švýcarsku se skládá ze dvou částí. Hlavní řeka se táhne od Rhônského ledovce k Ženevskému jezeru a odvodňuje oblast kolem tohoto jezera a také téměř celý kanton Valais. Malou oblast v pohoří Jura odvodňuje Doubs - přítok francouzské řeky Saôny, která se také vlévá do Rhôny.
Povodí Pádu, Adiže a Dunaje se nacházejí na jihu a jihovýchodě země, především v kantonech Ticino a Graubünden. Hlavním přítokem Pádu ve Švýcarsku je Ticino, u Dunaje je to Inn v Engadinu a u Adiže Rambach (Rom) v údolí Val Müstair.
Různé švýcarské řeky se nakonec vlévají do čtyř různých moří: Rýn do Severního moře, Rhôna do Středozemního moře, Pád a Adiže do Jaderského moře a Inn do Černého moře. Průsmyk Lunghin v kantonu Graubünden je tedy jedním ze dvou hlavních evropských rozvodí.

#### Jezera

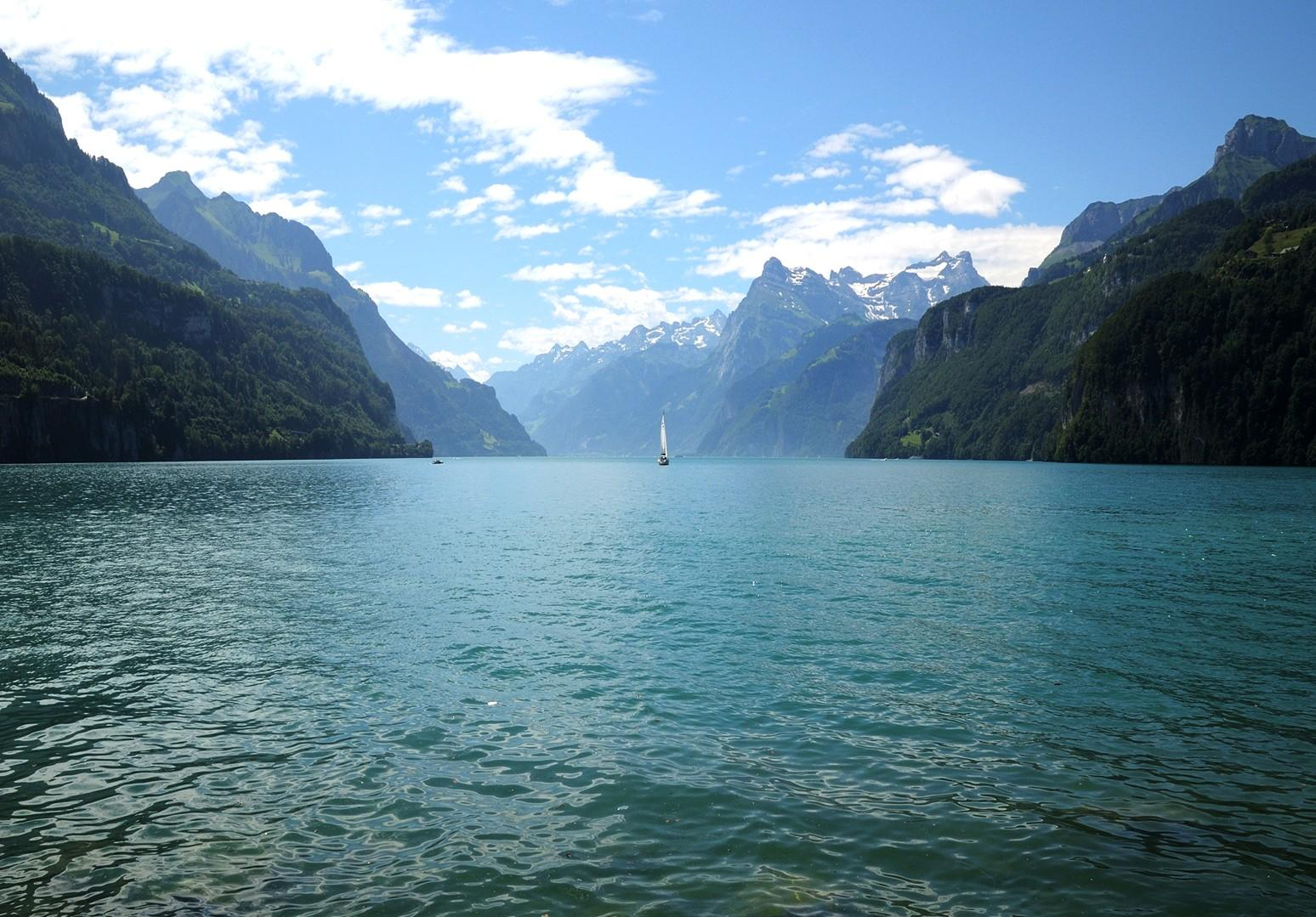
Lucernské jezero

Většina z přibližně 1500 švýcarských jezer se nachází v alpské oblasti, z toho něco přes 100 na Švýcarské plošině a 14 v pohoří Jura. 15 jezer má rozlohu větší než 10 km². Z nich Ženevské, Bodamské, Lago Maggiore a Luganské jezero překračují hranice. Největším jezerem, které leží celé na území Švýcarska, je Neuchâtelské jezero (215,2 km²), zatímco největším jezerem, které leží celé v jednom kantonu, je Thunské jezero (47,7 km²). Většina švýcarských přírodních jezer je ledovcového původu. Vznikla při ústupu ledovců, kdy vzniklé povodí vyplnil vodní tok.
Nachází se zde také řada umělých nádrží pro výrobu elektrické energie prostřednictvím vodních elektráren. Většina z nich vznikla přehradami v hornatém terénu, ale existují i přehrady na řekách na Švýcarské plošině. Největší nádrží ve Švýcarsku je Lac des Dix v kantonu Valais s celkovým objemem 401 milionů metrů krychlových a maximální hloubkou 227 metrů. Největší plochu má jezero Sihlsee v kantonu Schwyz o rozloze 10,72 km².

#### Ledovce

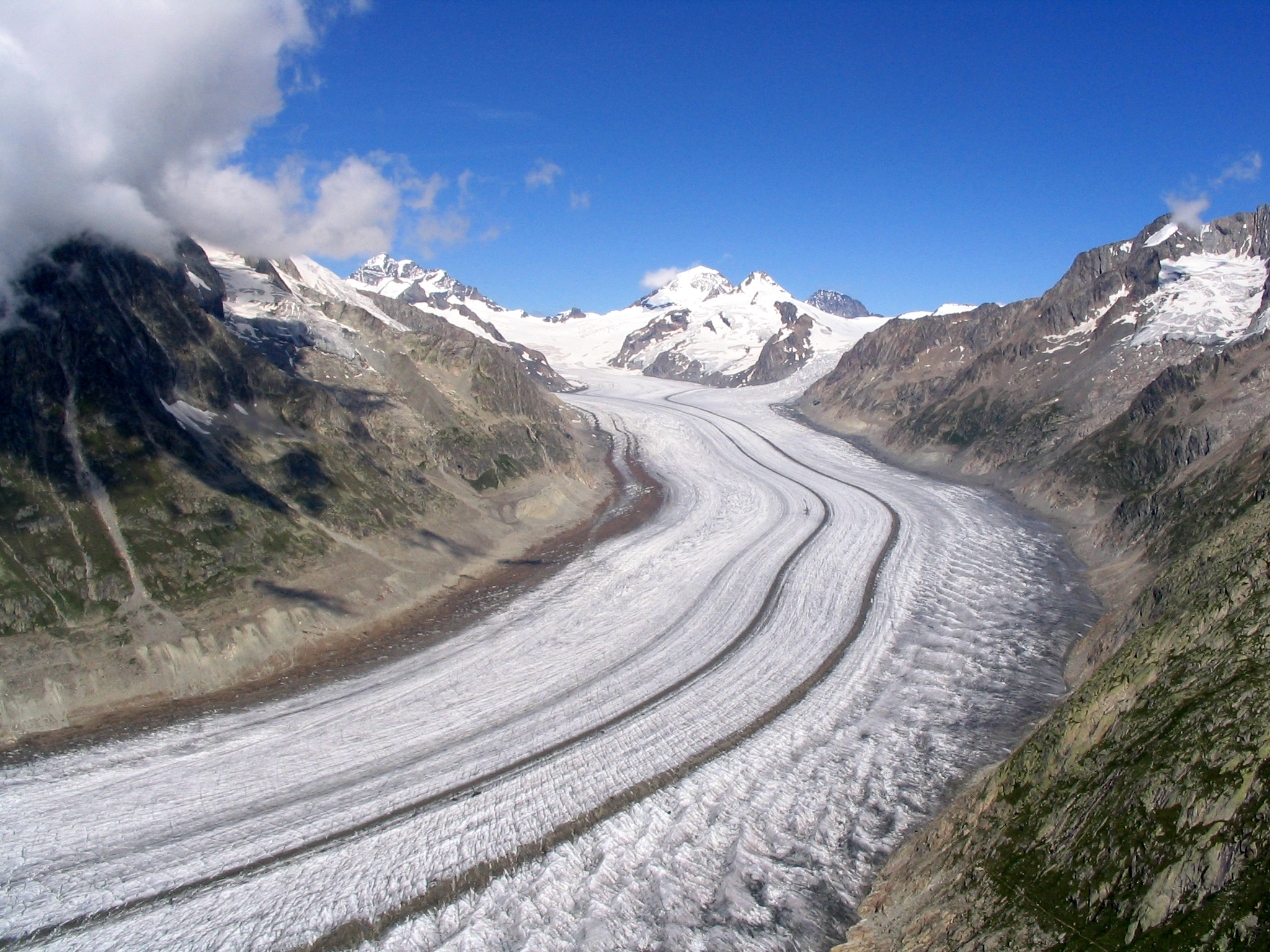
Aletschský ledovec

Na začátku 21. století bylo ve švýcarských Alpách asi 2000 ledovců (Jura není zaledněný). Nacházejí se především ve Walliských Alpách, Bernských Alpách a Rhétských Alpách. Většina z nich směřuje na severozápad, sever a severovýchod, protože v těchto místech jsou lépe chráněny před slunečními paprsky. Ledovce obrácené k jihu jsou zpravidla menší.
Od roku 1850, tedy od konce malé doby ledové, dochází k výraznému tání ledovců (asi třetiny celkové délky), což je způsobeno globálním oteplováním. Nejdelším ledovcem ve Švýcarsku a v celých Alpách je Aletschský ledovec, který v roce 2005 měřil 23,1 km.

### Biodiverzita
Země se vyznačuje velkou rozmanitostí půd, nadmořských výšek a krajin. Výsledkem je množství různých přírodních stanovišť, což podporuje biologickou rozmanitost fauny a flóry. Ve Švýcarsku se vyskytuje přibližně 49 000 druhů živočichů, hub a rostlin. V roce 1994 Švýcarsko ratifikovalo Úmluvu o biologické rozmanitosti, která vstoupila v platnost v roce 1995. V této souvislosti zahájil Spolkový úřad pro životní prostředí monitorovací program s názvem Biodiversity Monitoring Switzerland, který zkoumá biologickou rozmanitost v terénu. V roce 2007 bylo více než 500 druhů vyskytujících se ve Švýcarsku považováno za akutně ohrožené vyhynutím.

### Přírodní katastrofy
Přírodní rizika jsou ve Švýcarsku přítomna a mohou být hydrologické nebo geologické povahy. Přítomnost četných hor zvyšuje počet povodní, což následně vede k záplavám v rovinatých oblastech, jako je Seeland (jezerní oblast) nebo nížina Linthu. V horách se mohou vyskytovat také laviny a zřícení ledovců. Každý den jsou ve Švýcarsku zaznamenána přibližně dvě zemětřesení, z nichž přibližně deset ročně je dostatečně silných, aby je obyvatelé pocítili (od magnituda 2,5). K nejsilnějšímu zemětřesení ve Švýcarsku s katastrofálními následky, basilejskému zemětřesení z roku 1356, došlo před více než 650 lety. V průměru lze ve Švýcarsku očekávat zemětřesení o síle kolem 6 magnitud každých 60 až 100 let. Naposledy došlo k zemětřesení této síly v roce 1946 poblíž Sierre ve Valais. K takovému zemětřesení může ve Švýcarsku dojít kdekoli a kdykoli. Největší riziko zemětřesení je však ve Valais, Basileji, údolí Rýna u St. Gallenu, středním Graubündenu, Engadinu a středním Švýcarsku.

### Státní hranice
Švýcarsko sousedí s pěti zeměmi a jeho hranice měří 1935 kilometrů. Nejdelší státní hranicí je 782 kilometrů dlouhá hranice s Itálií na jihu. Na západě Švýcarsko sousedí s Francií v délce 585 kilometrů; na severu sousedí s Německem v délce 347 kilometrů, z nichž velkou část tvoří řeka Rýn. Na východě má Švýcarsko 180 kilometrů dlouhou hranici s Rakouskem a 41 kilometrů dlouhou hranici s Lichtenštejnským knížectvím.

#### Průběh hranice
Vzhledem k topografii Švýcarska se státní hranice v jednotlivých regionech značně liší. Část hranice probíhá ve městech (Ženeva, Basilej, Kostnice/Kreuzlingen, Chiasso), na pevném podkladu (717 km), v jezerech, řekách a potocích (472 km) a v horách a velehorách (746 km).
Hraniční úseky na pevném podkladu označuje 7132 hraničních symbolů, většinou hraničních kamenů. Hranice vytvořená člověkem probíhá v přímé linii od hraničního kamene k hraničnímu kameni. Přirozenou hranici bez zvláštních značek v terénu tvoří jezera, vodní toky a hory. U jezer a vodních toků vede hranice obvykle středem vodního toku, s výjimkou řeky Doubs v kantonu Jura. Zde hranice sleduje hranici břehu na švýcarské straně. U Bodamského jezera dosud neexistuje přesné vymezení hranice. V horách je přirozená hranice vymezena „linií rozvodí“ (tj. příslušným horským hřebenem). Na ledovcích a firnech se hranice posouvá v závislosti na jejich poloze. V důsledku tání ledovce na Furggsattelu nad Zermattem se hranice za posledních 70 let posunula o 100 až 150 metrů ve prospěch Švýcarska.

#### Změny státní hranice
Švýcarská státní hranice pochází převážně z usnesení Vídeňského kongresu z roku 1815, ale odráží starší hraniční poměry, které sahají hluboko do dob Staré švýcarské konfederace. Ve smlouvě z Varese z roku 1752 byly přesně vymezeny jednotlivé úseky dnešní jižní hranice. V 19. a 20. století byly se sousedními státy dohodnuty různé hraniční korekce v souvislosti s řešením hraničních sporů, výstavbou silnic, korekcemi vodních toků, využitím vodní energie nebo pro zjednodušení komplikovaného vymezení hranic.
Nejvýznamnější změny po roce 1815 se týkaly Dappentalu v roce 1862 (hranice mezi Vaudem a Francií, cca 7,5 km²), Valle di Lei v roce 1952 (hranice mezi Graubündenem a Itálií, 0,45 km²) a Ellhornu v roce 1955, který si Švýcarsko ze strategických důvodů nárokovalo od Lichtenštejnského knížectví (hranice mezi Graubündenem a Lichtenštejnskem). V roce 1967 proběhlo v kantonu Schaffhausen několik úprav hranice, včetně statku Verenahof.
V roce 1861 byla mezi Italským královstvím a Švýcarskou konfederací dohodnuta úprava hranic v oblasti Campione. Dříve k území Campione patřilo také protější pobřeží San Martina s částí silnice mezi Luganem a Melidem. Od té doby probíhá hranice podél středu jezera.
Kromě toho vstoupily v platnost odchylky od celní hranice související s celním řízením: Samnaun byl v roce 1892 prohlášen za bezcelní oblast, Lichtenštejnské knížectví v roce 1923 a německá exkláva Büsingen v roce 1967 byly zahrnuty do švýcarského celního území. Vzhledem k tomu, že mezi Švýcarskem a Itálií neexistuje smlouva o enklávě Campione d’Italia, není de facto součástí švýcarského celního území.

## Socioekonomická geografie

### Administrativní členění

Mapa švýcarských kantonů

Správní uspořádání Švýcarska je dáno historicky. Země vznikla spojením suverénních států do federálního státu. Od roku 1848 vykonávají kantony v podstatě všechna práva, která podle spolkové ústavy nepřešla na Konfederaci. Od roku 1979, kdy se od kantonu Bern oddělil kanton Jura, existuje 26 kantonů (viz Jurská otázka).
17 kantonů se dále dělí na okresy. Ty slouží jako decentralizované zprostředkující orgány mezi kantonální vládou a obcemi. Až na několik výjimek jsou to čistě správní a soudní jednotky a také volební obvody bez autonomie. Žádné okresy neexistují v kantonech Appenzell Ausserrhoden, Basilej-město, Ženeva, Glarus, Nidwalden, Obwalden, Schaffhausen, Uri a Zug. Dříve rozšířené členění okresů také na další menší jednotky existuje dosud pouze v kantonech Graubünden a Ticino; v obou případech však má pouze statistický význam. Všechny kantony se také dělí na politické obce; ty plní všechny komunální úkoly, které nejsou nadřazeným zákonem prohlášeny za úkoly jiného typu obcí (např. farnosti, školské obce atd.). K 1. lednu 2025 bylo ve Švýcarsku 2121 politických obcí; jejich počet se neustále snižuje v důsledku slučování obcí (v roce 2010 jich bylo ještě 2596).
Od roku 1999 je Švýcarsko pro statistické účely rozděleno na sedm velkých regionů, které mohou zahrnovat několik kantonů. Ty odpovídají regionům NUTS 2 Eurostatu, statistického úřadu Evropské unie.
| Kód | Znak | Kanton                           | Rok přistoupení ke konfederaci | Hlavní město | Počet obyvatel (31.12.2023) | Rozloha (km²) | Hustota zalidnění (obyv./km²) | Počet obcí | Úřední jazyk                                                                  |
| --- | ---- | -------------------------------- | ------------------------------ | ------------ | --------------------------- | ------------- | ----------------------------- | ---------- | ----------------------------------------------------------------------------- |
| ZH  |      | Curych                           | 1351                           | Curych       | 1 605 508                   | 1728,94       | 929                           | 160        | němčina                                                                       |
| BE  |      | Bern                             | 1353                           | Bern         | 1 063 533                   | 5958,50       | 178                           | 337        | němčina, francouzština                                                        |
| LU  |      | Lucern                           | 1332                           | Lucern       | 432 744                     | 1493,52       | 290                           | 80         | němčina                                                                       |
| UR  |      | Uri                              | 1291                           | Altdorf      | 37 931                      | 1076,53       | 35                            | 19         | němčina                                                                       |
| SZ  |      | Schwyz                           | 1291                           | Schwyz       | 167 403                     | 907,88        | 184                           | 30         | němčina                                                                       |
| OW  |      | Obwalden                         | 1291                           | Sarnen       | 39 272                      | 490,58        | 80                            | 7          | němčina                                                                       |
| NW  |      | Nidwalden                        | 1291                           | Stans        | 45 016                      | 275,84        | 163                           | 11         | němčina                                                                       |
| GL  |      | Glarus                           | 1352                           | Glarus       | 42 056                      | 685,31        | 61                            | 3          | němčina                                                                       |
| ZG  |      | Zug                              | 1352                           | Zug          | 132 556                     | 238,73        | 555                           | 11         | němčina                                                                       |
| FR  |      | Fribourg / Freiburg              | 1481                           | Fribourg     | 341 537                     | 1672,43       | 204                           | 126        | francouzština, němčina                                                        |
| SO  |      | Solothurn                        | 1481                           | Solothurn    | 286 844                     | 790,46        | 363                           | 107        | němčina                                                                       |
| BS  |      | Basilej-město                    | 1501                           | Basilej      | 200 031                     | 36,95         | 5414                          | 3          | němčina                                                                       |
| BL  |      | Basilej-venkov                   | 1501                           | Liestal      | 298 837                     | 517,67        | 577                           | 86         | němčina                                                                       |
| SH  |      | Schaffhausen                     | 1501                           | Schaffhausen | 87 111                      | 298,42        | 292                           | 26         | němčina                                                                       |
| AR  |      | Appenzell Ausserrhoden           | 1513                           | Herisau      | 56 495                      | 242,84        | 233                           | 20         | němčina                                                                       |
| AI  |      | Appenzell Innerrhoden            | 1513                           | Appenzell    | 16 585                      | 172,48        | 96                            | 5          | němčina                                                                       |
| SG  |      | St. Gallen                       | 1803                           | St. Gallen   | 535 114                     | 2028,20       | 264                           | 75         | němčina                                                                       |
| GR  |      | Graubünden / Grigioni / Grischun | 1803                           | Chur         | 204 888                     | 7105,30       | 29                            | 101        | němčina, italština, rétorománština                                            |
| AG  |      | Aargau                           | 1803                           | Aarau        | 726 894                     | 1403,80       | 518                           | 198        | němčina                                                                       |
| TG  |      | Thurgau                          | 1803                           | Frauenfeld   | 295 220                     | 994,33        | 297                           | 80         | němčina                                                                       |
| TI  |      | Ticino                           | 1803                           | Bellinzona   | 357 720                     | 2812,16       | 127                           | 106        | italština                                                                     |
| VD  |      | Vaud                             | 1803                           | Lausanne     | 845 870                     | 3212,02       | 263                           | 300        | francouzština                                                                 |
| VS  |      | Valais / Wallis                  | 1815                           | Sion         | 365 844                     | 5224,64       | 70                            | 122        | francouzština, němčina                                                        |
| NE  |      | Neuchâtel                        | 1815                           | Neuchâtel    | 178 291                     | 802,16        | 222                           | 27         | francouzština                                                                 |
| GE  |      | Ženeva                           | 1815                           | Ženeva       | 524 410                     | 282,49        | 1856                          | 45         | francouzština                                                                 |
| JU  |      | Jura                             | 1979                           | Delémont     | 74 548                      | 838,51        | 89                            | 51         | francouzština, němčina (1 obec)                                               |
|     |      | Švýcarsko                        | 1291                           | Bern         | 8 962 258                   | 41 290,69     | 217                           | 2 136      | němčina (62 %), francouzština (23 %), italština (8 %), rétorománština (0,5 %) |

### Obyvatelstvo

Vývoj počtu obyvatel Švýcarska mezi lety 1861 a 2023

V dubnu 2025 mělo Švýcarsko přibližně 9 060 000 obyvatel. To zemi řadí na 100. místo na světě. Vývoj počtu obyvatel Švýcarska je systematicky zaznamenáván od roku 1798, kdy vláda Helvétské republiky nařídila první sčítání lidu. Od roku 1850 je provádí spolková vláda každých deset let.

#### Urbanizace
Švýcarská populace je silně urbanizovaná. V roce 2007 žilo 73,6 % všech obyvatel v městských sídlech. Statisticky je za město považována každá obec s více než 10 000 obyvateli. Spolkový statistický úřad ve své dynamické územní koncepci, vydané v roce 2007, rozlišuje 50 aglomerací (na základě sčítání lidu v roce 2000). Ty se skládají z jádrového města a sousedních obcí s celkovým počtem obyvatel alespoň 20 000, přičemž sousední obce musí mít silnou strukturální a hospodářskou vazbu na jádrové obce. Deset aglomerací přesahuje hranice státu. Kromě toho existuje pět „izolovaných měst“ bez periferních obcí (Davos, Einsiedeln, Langenthal, Lyss, Martigny).
Spolkový statistický úřad definuje aglomerace Curych, Basilej a Ženeva-Lausanne jako metropolitní oblasti. Ty zahrnují funkčně úzce propojené a prostorově souvislé aglomerační systémy. Podle územní koncepce z roku 2007 byly metropolitní oblasti Bern a Ticino zařazeny do nižší kategorie z důvodu jejich malé velikosti ve srovnání s ostatními evropskými centry. Bern nyní tvoří centrum multipolárního aglomeračního systému, zatímco jižní Ticino je součástí spádové oblasti severoitalské metropole Milána.
Deset měst mělo v roce 2020 více než 50 000 obyvatel: Curych (421 878), Ženeva (203 856), Basilej (173 863), Lausanne (140 202), Bern (134 794), Winterthur (114 220), Lucern (82 620), St. Gallen (76 213), Lugano (62 315) a Biel (55 206).

#### Prostorové rozložení obyvatelstva

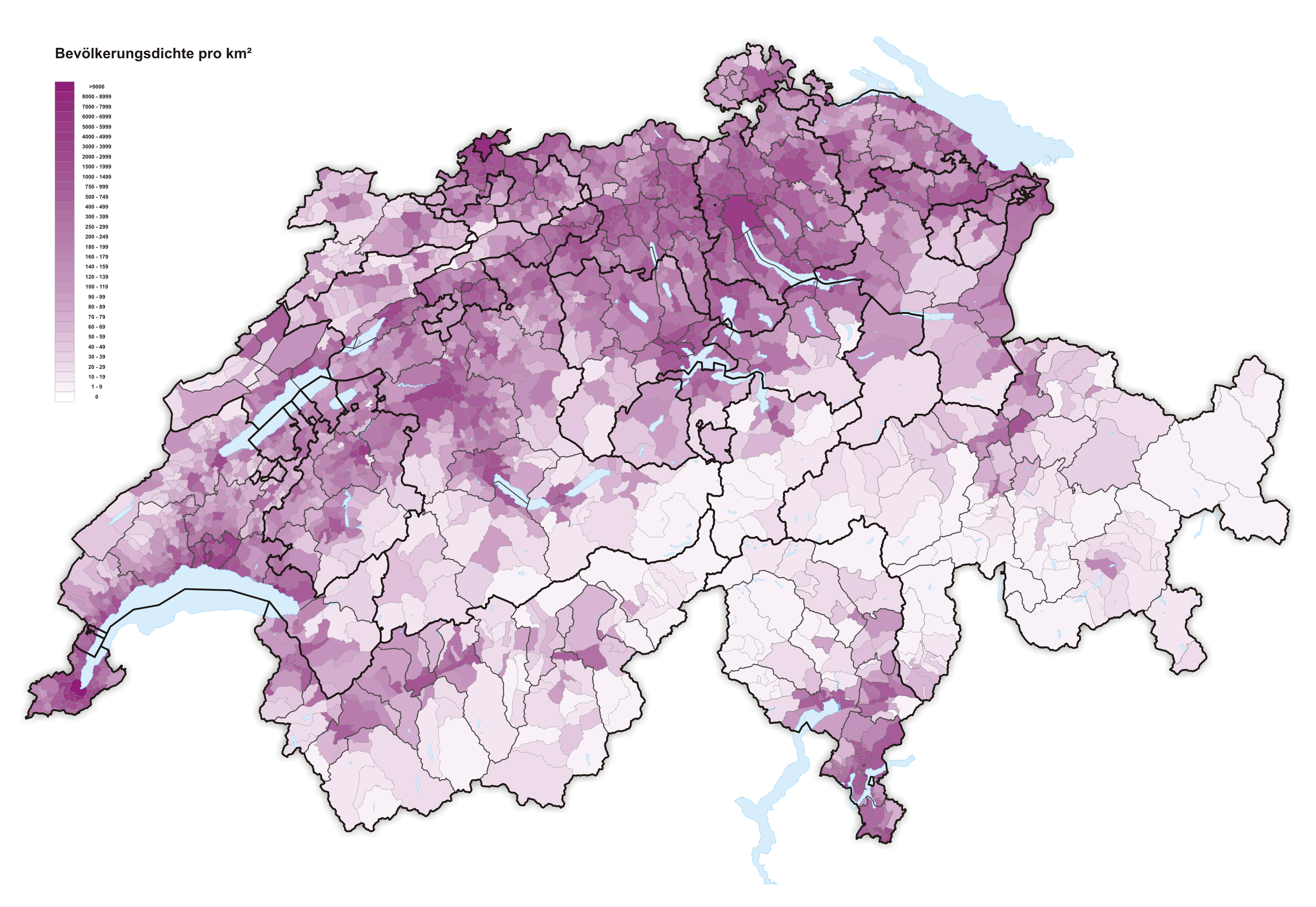
Hustota osídlení ve Švýcarsku (2015)

Na prostorové rozložení obyvatelstva má zásadní vliv topografie země, která se soustřeďuje především na relativně rovinaté Švýcarské plošině. S hustotou zalidnění kolem 450 obyvatel/km² se jedná o jeden z nejhustěji osídlených regionů v Evropě.
Mezi kantony ležícími na Švýcarské plošině a kantony v Alpách existují velké rozdíly v hustotě zalidnění. Curych jako nejhustěji osídlený kanton má také nejvyšší hustotu zalidnění – 771 obyvatel/km² (kantony Basilej-město a Ženeva nejsou vzhledem ke své převážně městské struktuře srovnatelné). Následují kantony Basilej-venkov s 524 obyvateli na km², Zug se 462 obyvateli na km² a Aargau se 421 obyvateli na km². Naopak velmi nízkou hustotu zalidnění mají například alpské kantony Graubünden (27 obyvatel/km²) a Uri (33 obyvatel/km²). V Alpách se obyvatelstvo soustřeďuje v údolích, přičemž za zmínku stojí zejména údolí Rhôny ve Valais a údolí Rýna v Graubündenu.

#### Jazyky

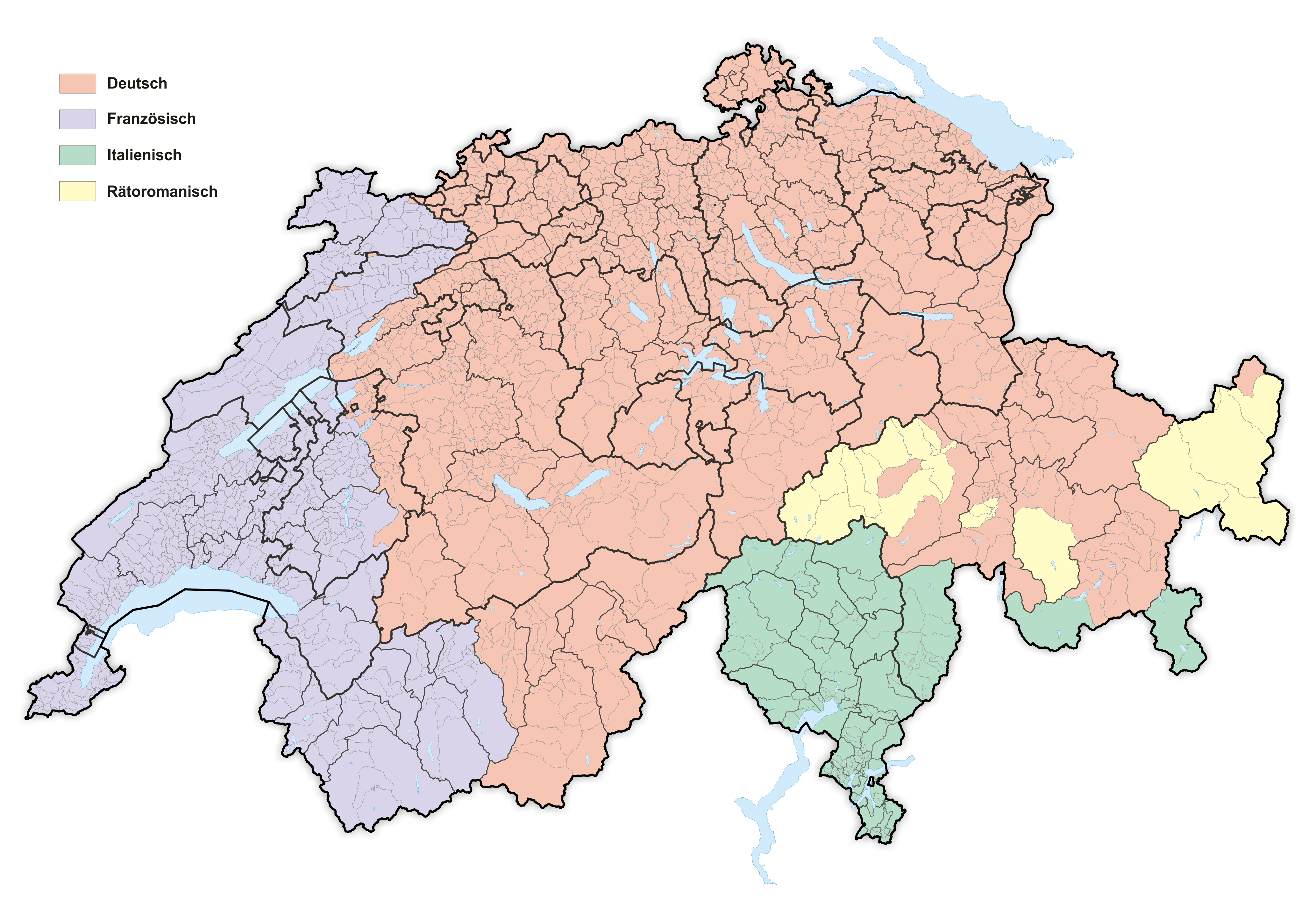
Jazyková mapa Švýcarska, stav v roce 2019

Podle spolkové ústavy má Švýcarsko čtyři úřední jazyky: němčinu, francouzštinu, italštinu a rétorománštinu. Při sčítání lidu v roce 2000 uvedlo 63,7 % obyvatel jako svůj hlavní jazyk němčinu, 20,4 % francouzštinu, 6,5 % italštinu, 0,5 % rétorománštinu a 8,9 % jiný než úřední jazyk.
Německy mluvící Švýcarsko zahrnuje oblasti v severozápadním Švýcarsku, východním Švýcarsku a středním Švýcarsku, jakož i velké části švýcarských Alp, které jsou převážně německy mluvící. Z 26 kantonů je 17 pouze německojazyčných. Ačkoli je úředním jazykem švýcarská vysoká němčina (tzv. Hochdeutsch), místní obyvatelstvo hovoří převážně švýcarským německým dialektem alemanštiny, s výjimkou Samnaunu, kde se hovoří dialektem, který patří do skupiny jižních bavorských nářečí. Ve francouzsky mluvícím Švýcarsku (zvanému také Romandie) na západě země převažuje francouzština. Švýcarská francouzština se od standardního jazyka, používaného ve Francii, liší jen nepatrně. Dialekty francouzštiny (patois) mluví zanedbatelný počet lidí. Patří převážně k franko-provensálštině, v kantonu Jura ke skupině Franc-Comtois. Kantony Ženeva, Jura, Neuchâtel a Vaud jsou pouze francouzsky mluvící. Tři kantony jsou oficiálně dvojjazyčné, francouzsko-německé: Bern s německou většinou, Fribourg a Valais, oba s převažující francouzštinou. Jazyková hranice mezi německy a francouzsky mluvícím Švýcarskem je známá jako „Röstigraben“.
Italsky mluvící Švýcarsko zahrnuje kanton Ticino a údolí Val Bregaglia, Calanca, Mesolcina a Poschiavo v kantonu Graubünden. Také v ostatních částech země žije velké množství italských přistěhovalců. Švýcarská italština se od jazyka, kterým se mluví v Itálii, liší díky vlivu němčiny a francouzštiny na slovní zásobu. Používání lombardských dialektů prudce klesá. Nejméně mluvčích má rétorománština, která je vedle němčiny a italštiny jedním ze tří úředních jazyků v kantonu Graubünden. Rétorománština od 19. století postupně ztrácí svůj podíl na úkor němčiny. Existují tři oblasti, kde tento jazyk stále převažuje: Surselva, Oberhalbstein a Dolní Engadin (včetně údolí Val Müstair). Naproti tomu v oblasti Schams a Horním Engadinu došlo od poloviny 20. století k jejímu prudkému úpadku.
Cizími jazyky mluví téměř výhradně přistěhovalci jako svým hlavním jazykem. Nejčastějšími jazyky v roce 2000 byly srbština/chorvatština (1,4 %), albánština (1,3 %), portugalština (1,2 %), španělština (1,1 %), angličtina (1,0 %) a turečtina (0,6 %). Srbština a chorvatština jsou nejrozšířenější v německy mluvícím Švýcarsku, stejně jako albánština a turečtina. Portugalština je zvláště silně zastoupena ve francouzsky mluvícím Švýcarsku, zatímco španělština je rozložena rovnoměrně. Angličtina je soustředěna v regionech kolem Basileje, Ženevy a Curychu a v turistických oblastech francouzsky mluvícího Švýcarska.

#### Náboženství

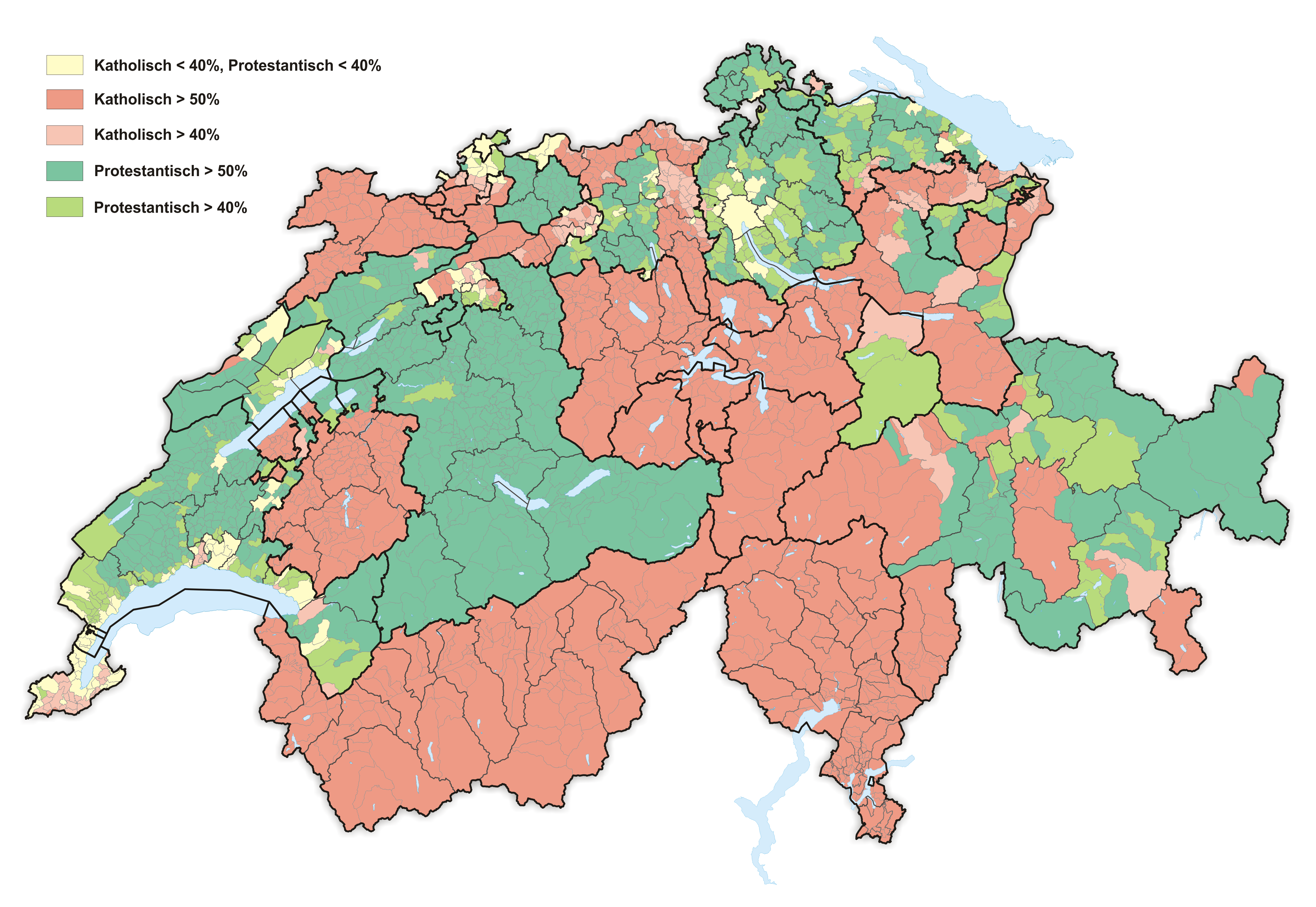
Náboženství ve Švýcarsku (2017)

Podle sčítání lidu z roku 2000 jsou zdaleka nejpočetnějšími náboženskými komunitami ve Švýcarsku římskokatolická církev (41,82 %) a evangelická reformovaná církev (33,04 %). Následují islám (4,26 %), křesťanské pravoslavné církve (1,81 %) a ostatní protestantská společenství (1,44 %). Bez náboženské příslušnosti je 11,11 % obyvatel.
Kantony Appenzell Ausserrhoden, Basilej-venkov, Basilej-město, Bern, Neuchâtel, Schaffhausen, Thurgau, Vaud a Curych jsou tradičně převážně protestantské. Kantony Appenzell Innerrhoden, Fribourg, Jura, Lucern, Nidwalden, Obwalden, Schwyz, Solothurn, Ticino, Uri, Valais a Zug jsou tradičně převážně katolické. Kantony Aargau, Ženeva, Glarus, Graubünden a St. Gallen jsou konfesně smíšené. Obecně lze pozorovat silné prolínání vyznání, která byla v dřívějších staletích geograficky striktně oddělena, zejména v okolí velkých měst. Nejmenší národní církev, kristokatolická církev, je soustředěna v severozápadním Švýcarsku, menší protestantské skupiny jsou v západním Švýcarsku. Muslimové žijí především ve středně velkých a velkých městech a téměř polovina Židů žije ve městech Curych a Ženeva. Podíl lidí bez vyznání bývá vyšší v protestantských oblastech než v katolických.

### Hospodářství a doprava

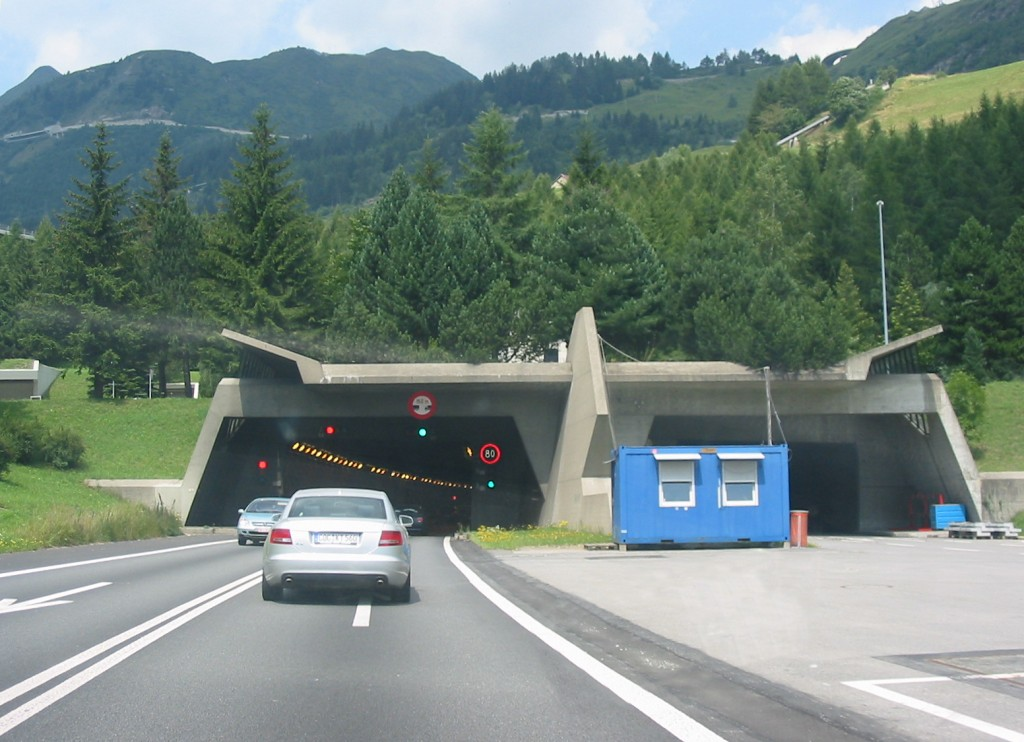
Jižní portál Gotthardského silničního tunelu

V roce 2009 bylo ve Švýcarsku zaměstnáno 4 529 000 osob, z nichž 3,6 % pracovalo v primárním sektoru, 23,0 % v sekundárním sektoru a 73,4 % v terciárním sektoru. Podíl mužů činí 54,6 %, podíl žen 45,4 %. Pracovní místa jsou soustředěna především v pěti hospodářských centrech. Jedná se o tzv. Ženevský jezerní oblouk (arc lémanique), regiony Curych, Bern a Basilej a jižní Ticino. V období 1995–2005 se koncentrace zvýšila v Curychu, u Ženevského jezera a v Bernu na úkor Basileje a jižního Ticina. V letech 2001 až 2005 byl Ženevský oblouk jediným regionem, který zaznamenal silný růst zaměstnanosti. Ve stejném období Basilej, Bern a Curych zaznamenaly úbytek.
Důvodem vzniku Švýcarské konfederace byla také snaha kontrolovat horské průsmyky přes Alpy, které umožňují tranzitní dopravu ve směru sever-jih. Dějiny Švýcarska jsou tak poznamenány překonáváním a obranou hor; sem patří například kontrola Gotthardského průsmyku ze strany tzv. lesních kantonů (kantony Schwyz, Uri, Nidwalden a Obwalden), přeprava zboží pomocí tažných zvířat, rozšíření Simplonského průsmyku, nařízené Napoleonem Bonapartem, výstavba železničních tratí a dálnic přes Alpy i opevnění během druhé světové války. Obyvatelstvo je soustředěno na Švýcarské plošině, což následně vede ke koncentraci dopravních cest mezi městskými centry tohoto regionu. Dopravní síť se soustřeďuje na východo-západní spojení na Švýcarské plošině na jedné straně a na severojižní dopravu přes Alpy na straně druhé. Vzhledem k nutnosti překonávat horská pásma mají dopravní sítě četné průsmyky a tunely.

## Chráněná území a objekty

### Parky národního významu
Národní chráněná území ve Švýcarsku jsou shrnuta pod souhrnným názvem Parky národního významu (Pärke von nationaler Bedeutung) a rozdělena do kategorií národní park, regionální přírodní park a přírodně-poznávací park. Finanční podporu na zřízení a provoz chráněného území poskytuje Spolkový úřad pro životní prostředí. Sleduje určitá kritéria a vydává schvalovací osvědčení na dobu deseti let, které lze obnovit. Spolkový úřad však nejedná z vlastní iniciativy, podnět ke zřízení parkové oblasti musí vzejít od kantonů a místních zájmových skupin.

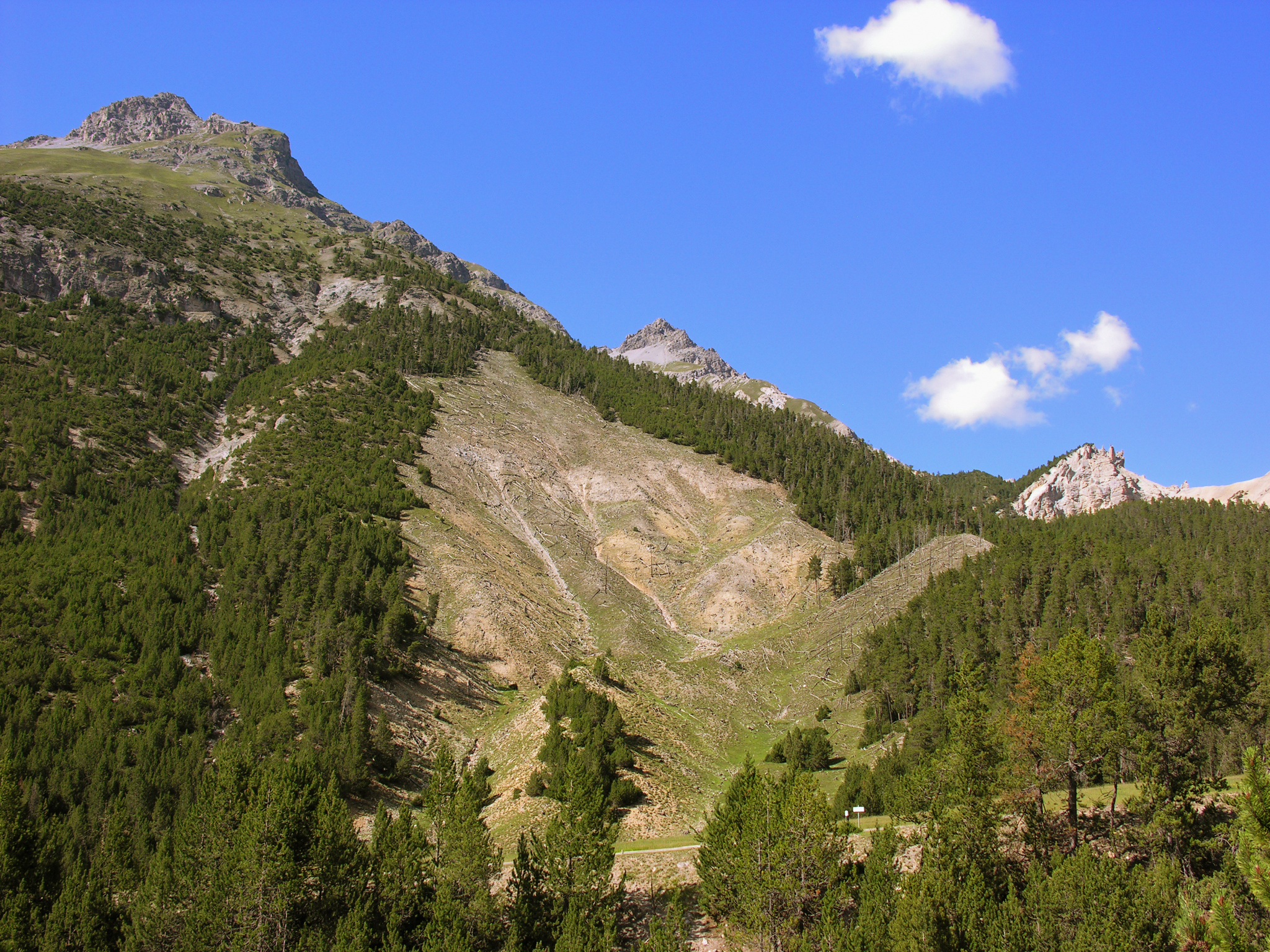
Krajina Švýcarského národního parku

Švýcarský národní park v kantonu Graubünden je jediným národním parkem v zemi. Nachází se v okolí údolí Engadin a Val Müstair, hraničí s Itálií a byl založen v roce 1914; je tak nejstarším národním parkem v Alpách a střední Evropě. Po různých rozšířeních se v roce 2009 rozkládal na ploše 170,3 km². Podle kritérií Mezinárodního svazu ochrany přírody (IUCN) je národní park zařazen do kategorie Ia, a požívá tak nejvyšší možné ochrany.
Pod vedením organizace na ochranu přírody Pro Natura probíhá úsilí o vytvoření druhého národního parku ve Švýcarsku. Nejvíce pokročily snahy v oblasti Adula. Plánovaný park Adula na hranici kantonů Ticino a Graubünden má zahrnovat oblasti v pohoří Surselva, v okolí Rheinwaldhornu, v oblasti Mesolcina a v údolí Val Calanca. Na konci listopadu 2016 se však osm ze sedmnácti obcí v referendu vyslovilo proti parku, což znamená, že byl projekt prozatím odložen.
Projekt národního parku v bočních údolích údolí Valle Maggia severně od Locarna zaznamenal také neúspěch poté, co v roce 2009 odmítlo další podporu obecní zastupitelstvo obce Cevio. V referendu, konaném 10. června 2018 v osmi dotčených obcích regionu, šest obcí projekt odmítlo, pro hlasovaly pouze obce Ascona a Bosco/Gurin, nacházející se na okraji zamýšlené chráněné oblasti. Zejména myslivci se obávali nežádoucího omezení své činnosti.
Nachází se zde 15 regionálních přírodních parků a jeden přírodně poznávací park (Curyšský park divočiny – Sihlwaldský a Langenberský park zvířat). Národní park je od roku 1979 také biosférickou rezervací UNESCO. Od roku 2001 má tento status také Entlebuch a od roku 2017 Val Müstair. Chráněna jsou také kantonální chráněná území, aluviální zóny národního významu a objekty ve Spolkovém seznamu krajin a přírodních památek národního významu.

### Světové dědictví UNESCO ve Švýcarsku
UNESCO v současné době uznává 13 objektů ve Švýcarsku jako památky světového dědictví. 4 z nich patří do kategorie světového přírodního dědictví a 9 do kategorie světového kulturního dědictví.

#### Světové přírodní dědictví
Švýcarské Alpy Jungfrau-Aletsch je vysokohorská oblast o rozloze 823,9 km² v kantonech Bern a Valais. Zahrnuje Aletschský ledovec a tři známé hory Eiger, Mönch a Jungfrau. Oblast světového dědictví byla ustavena v roce 2001; původně se jmenovala Jungfrau-Aletsch-Bietschhorn a měla rozlohu 538,9 km². V roce 2007 byla rozšířena o 285 km² a přejmenována. Lokalita světového dědictví je považována za vynikající příklad vzniku Alp a základních geologických mechanismů. Díky nápadným výškovým rozdílům (od 800 do 4207 m n. m.) a odlišným klimatickým podmínkám nabízí lokalita světového dědictví velkou rozmanitost živočichů a rostlin. V důsledku globálního oteplování ledovce ustupují a uvolněné plochy osidlují nové rostliny.

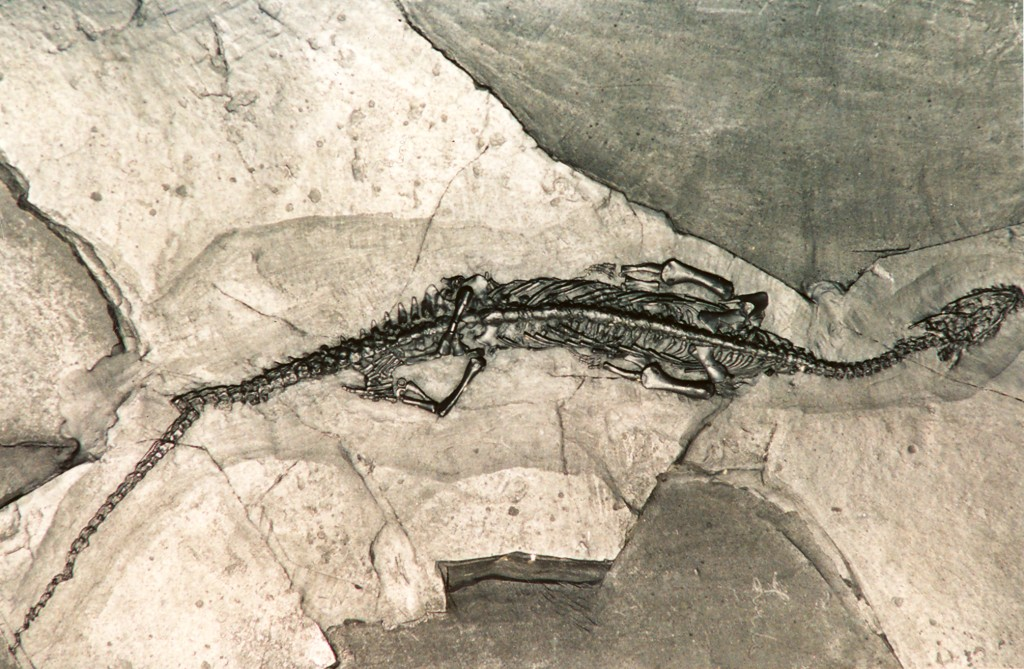
Zkamenělina z Monte San Giorgio

Monte San Giorgio je hora v jižní části kantonu Ticino, mezi dvěma jižními rameny Luganského jezera. V roce 2003 UNESCO prohlásilo oblast o rozloze 13,89 km² na této hoře za světové dědictví, protože je díky obrovskému množství zkamenělin nejlepším svědkem mořského života z období triasu (před 245 až 230 miliony let). V té době se na tomto místě nacházela tropická laguna, která po sobě zanechala velké množství zkamenělých rostlin a živočichů.

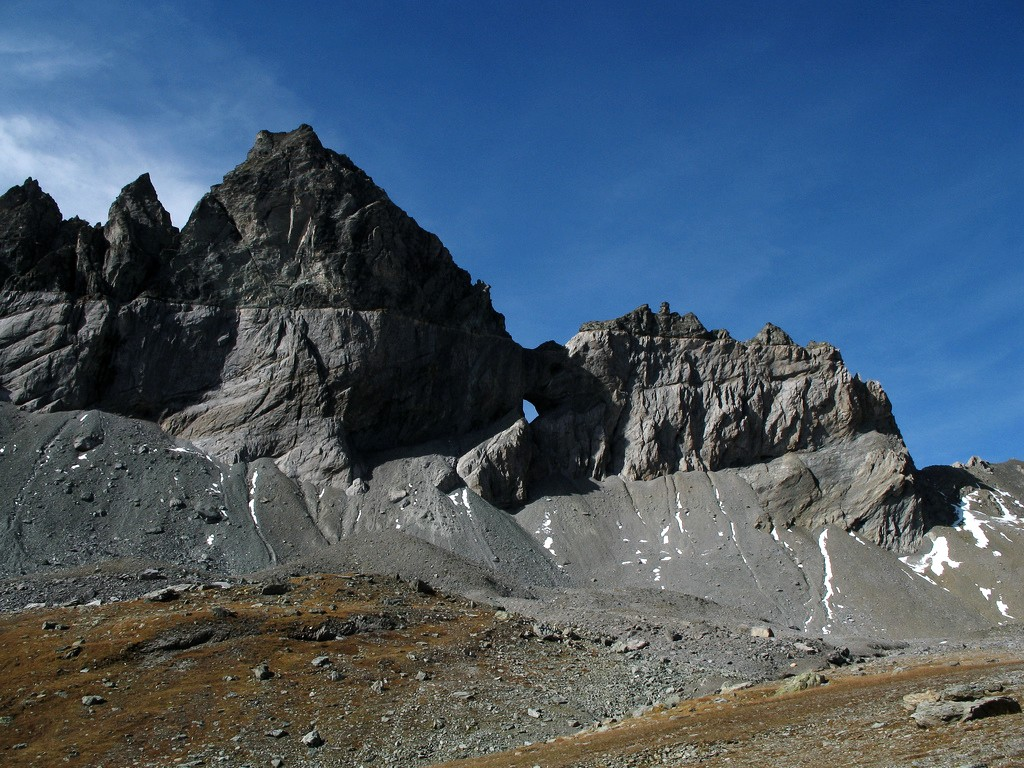
Skalní okno Martinsloch

Glarnská násunová struktura (oficiálně známá jako Tektonická aréna Sardona) je od roku 2008 třetí švýcarskou památkou světového dědictví. Tato oblast o rozloze 328,5 km² se nachází v okolí vrcholu Piz Sardona na hranici mezi kantony Glarus, Graubünden a St. Gallen. V terénu jsou zde zřetelně patrné tektonické procesy. Starší vrstvy hornin překrývají mnohem mladší, což vedlo k realizaci horotvorných procesů prostřednictvím převrácení horských příkrovů. Nachází se zde také největší postglaciální oblast skalních řícení v Centrálních Alpách.
Původní bukové lesy Karpat a dalších oblastí Evropy je souhrnné pojmenování pro 94 oddělených lokalit na území osmnácti evropských států. Slovenské a ukrajinské lesní porosty byly na seznam světového dědictví zapsány v roce 2007 pod názvem „Původní bukové lesy Karpat“. Po dvou rozšířeních v letech 2011 a 2017 proběhlo v roce 2021 další rozšíření o 14 lokalit v dalších několika evropských státech, včetně Švýcarska. Od července 2021 položka seznamu UNESCO sestává z 94 lokalit v 18 státech. Ve Švýcarsku se nachází dvě lokality, a to les Forêt de la Bettlachstock o rozloze 195,43 ha v kantonu Solothurn a lesní rezervace Valli di Lodano, Busai a Soladino o rozloze 806,78 ha v kantonu Ticino.

#### Světové kulturní dědictví

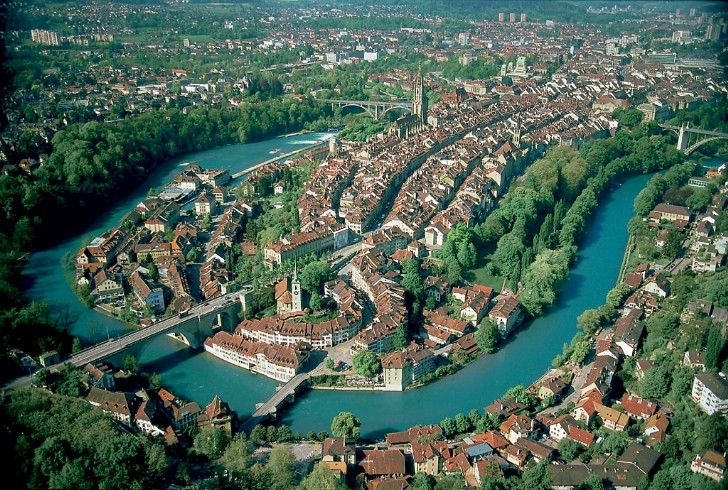
Letecký snímek starého města Bernu

Nejstarší částí hlavního města Bernu je Staré město, které se nachází v zákrutu řeky a v roce 1983 bylo zapsáno na seznam světového dědictví UNESCO. Většina budov pochází z 18. století, některé se datují až do 15. století.
Benediktinský klášter svatého Jana v Müstairu (od roku 1983 zapsaný na seznamu světového dědictví) pochází z doby, kdy jej kolem roku 800 založil Karel Veliký. Karolinské fresky v klášterním kostele jsou svědectvím raně středověkých sakrálních obrazů, které se jinde prakticky nevyskytují.
Klášter St. Gallen (na seznamu světového dědictví také od roku 1983) byl od svého založení v 8. století až do svého zrušení v roce 1805 jedním z nejvýznamnějších klášterů v Evropě. Zvláštní kulturní hodnotu má klášterní knihovna.
V hlavním městě kantonu Ticino, Bellinzoně, se nacházejí tři hrady v Bellinzoně, zapsané na seznamu světového dědictví roku 2000. Jsou to Castelgrande, Castello di Montebello a Castello di Sasso Corbaro. Spolu s hradbami a valy představují vynikající příklad pozdně středověkého opevnění.
Mezi městy Lausanne a Montreux se podél severního břehu Ženevského jezera rozkládají terasovité vinice regionu Lavaux. Terasy podepřené kamennými zídkami jsou vynikajícím příkladem kulturní krajiny, která byla obdělávána po staletí. Oblast o rozloze 8,98 km² je zařazena na seznam světového dědictví UNESCO od roku 2007.

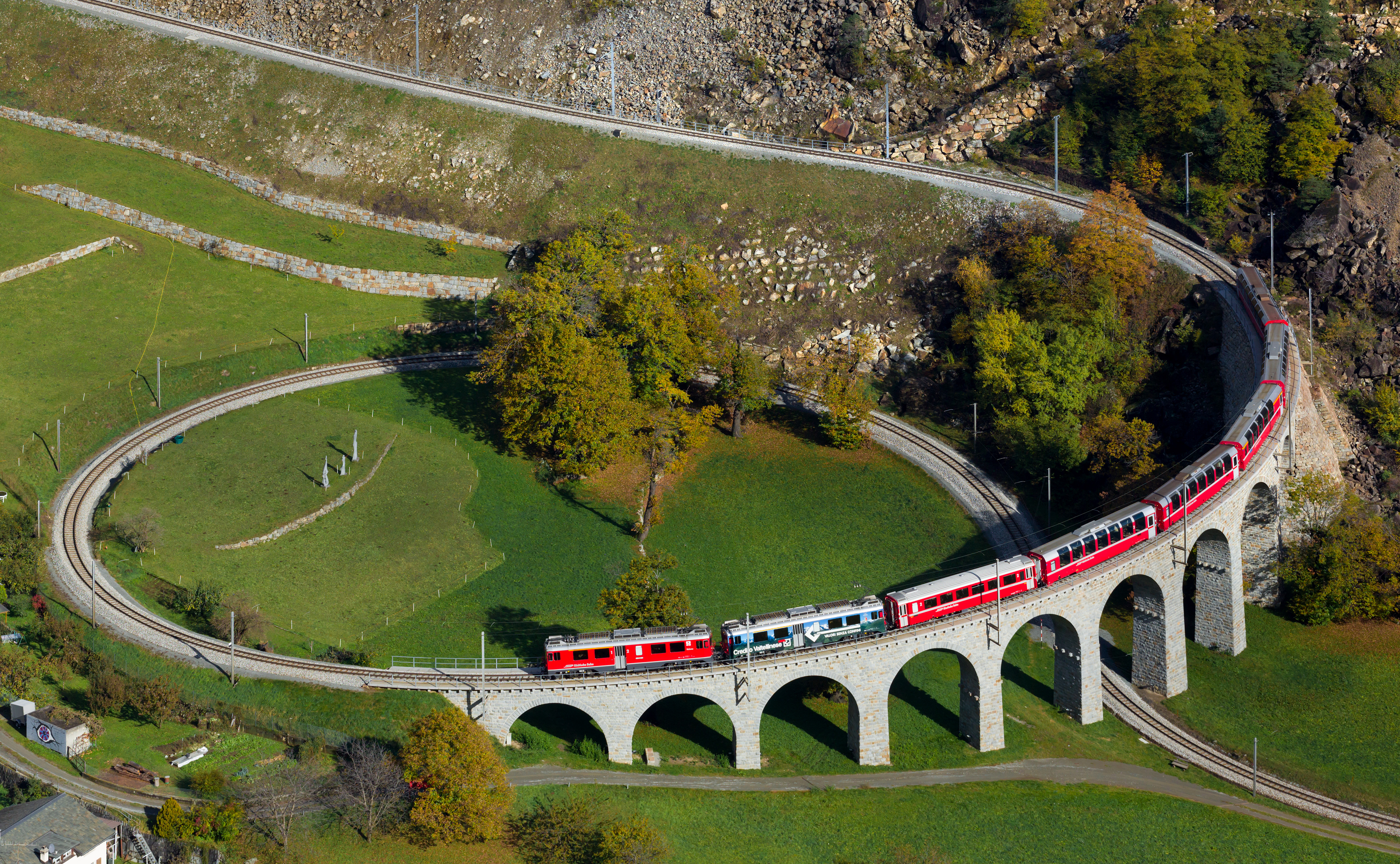
Kruhový viadukt v Brusiu na Berninské dráze

Albulská a Berninská dráha jsou od roku 2008 zapsány na seznamu světového dědictví UNESCO. Tyto tratě spojují město Chur se Svatým Mořicem a Tiranem. Nacházejí se na nich desítky viaduktů a tunelů s velkou historickou a architektonickou hodnotou.
Města La Chaux-de-Fonds a Le Locle (památka světového dědictví od roku 2009) představují symbiózu mezi urbanismem a průmyslem. V 18. a na počátku 19. století byla struktura měst zcela podřízena potřebám dominantního hodinářského průmyslu.
Prehistorická kůlová obydlí v Alpách jsou součástí souboru, tvořeného 111 lokalitami, kde archeologové našli pozůstatky dřevěných domů postavených na vysokých kůlech na ochranu před povodněmi. Tento typ architektury je rozšířen od Savojska po Slovinsko. Nejstarší stavby pocházejí ze 6. tisíciletí př. n. l., nejmladší byly obývány ještě v římské době. K zápisu památky do Světového dědictví došlo 10. září 2011 v Neuchâtelu.
Soubor staveb navržených Le Corbusierem zahrnuje 17 objektů napříč světem a je příkladem moderní architektury na území Švýcarska i dalších zemí. Architekt Le Corbusier, rodák ze švýcarského města La Chaux-de-Fonds, svým radikálním dílem i výtvarným citem výrazně ovlivnil vývoj moderní architektury a je považován za největšího architekta 20. století. Památka byla zapsána na seznam UNESCO v roce 2016 a na území Švýcarska se nachází dva objekty: vila pro architektovy rodiče v obci Corseaux u Ženevského jezera a bytové domy v Ženevě.